# Liste des films produits sous le nom Keystone Film Company
Article principal : Triangle Film Corporation
Les films sont classés par ordre alphabétique du titre en anglais

## 1915
- 1915 : A Favorite Fool de Dell Henderson
- 1915 : A Game Old Knight de F. Richard Jones
- 1915 : A Janitor's Wife's Temptation de Dell Henderson
- 1915 : Le Sous-marin pirate (A Submarine Pirate) de Charles Avery et Syd Chaplin
- 1915 : Fatty et le charlatan (en) (A Village Scandal) de Roscoe Arbuckle
- 1915 : The Best of Enemies de Frank Griffin
- 1915 : Crooked to the End de Walter C. Reed et Edwin A. Frazee
- 1915 : Fatty au théâtre (Fatty and the Broadway Stars) de Roscoe Arbuckle
- 1915 : Fatty et la plongeuse (Fickle Fatty's Fall) de Roscoe Arbuckle
- 1915 : The Great Vacuum Robbery de F. Richard Jones
- 1915 : Her Painted Hero de F. Richard Jones
- 1915 : His Father's Footsteps de Ford Sterling et Frank Griffin
- 1915 : The Hunt de Ford Sterling et Charley Chase
- 1915 : My Valet de Mack Sennett
- 1915 : Saved by the Wireless de Walter Wright
- 1915 : Stolen Magic de Mack Sennett

## 1916
- 1916 : A Bath House Blunder de Dell Henderson
- 1916 : A Dash of Courage de Charley Chase
- 1916 : A La Cabaret de Walter Wright
- 1916 : A Love Riot de F. Richard Jones
- 1916 : A Lover's Might de Harry Edwards
- 1916 : A Modern Enoch Arden de Charles Avery et Clarence G. Badger
- 1916 : A Movie Star de Fred Fishback
- 1916 : A Rough Knight d'Edward Dillon
- 1916 : A Scoundrel's Toll de Glen Cavender
- 1916 : A Social Cub de Clarence G. Badger
- 1916 : A Tugboat Romeo de Harry Williams et William Campbell
- 1916 : Ambrose's Cup of Woe de Fred Fishback
- 1916 : Ambrose's Rapid Rise de Fred Fishback
- 1916 : An Oily Scoundrel d'Edwin A. Frazee
- 1916 : Bath Tub Perils d'Edwin A. Frazee
- 1916 : Because He Loved Her de Dell Henderson
- 1916 : Better Late Than Never de Frank Griffin
- 1916 : Black Eyes and Blue de Robert P. Kerr
- 1916 : Bombs and Brides de Frank Griffin
- 1916 : Pour l'amour de Mabel (The Bright Lights) de Roscoe Arbuckle
- 1916 : Bubbles of Trouble d'Edward F. Cline
- 1916 : Bucking Society de Harry Williams et William Campbell
- 1916 : By Stork Delivery de Fred Fishback
- 1916 : Cinders of Love de Walter Wright
- 1916 : The Danger Girl de Clarence G. Badger
- 1916 : Les Deux Hurluberlus (Dollars and Sense) de Walter Wright
- 1916 : Dizzy Heights and Daring Hearts de Walter Wright
- 1916 : Fatty et Mabel à la mer (Fatty and Mabel Adrift) de Roscoe Arbuckle
- 1916 : The Feathered Nest de Frank Griffin
- 1916 : Fido's Fate de Frank Griffin
- 1916 : The Great Pearl Tangle de Dell Henderson
- 1916 : Gypsy Joe de Clarence G. Badger et William Campbell
- 1916 : Haystacks and Steeples de Clarence G. Badger
- 1916 : Le Cauchemar de Fatty (He Did and He Didn't) de Roscoe Arbuckle
- 1916 : Hearts and Sparks de Charley Chase
- 1916 : Her Marble Heart de F. Richard Jones
- 1916 : His Auto Ruination de Fred Fishback
- 1916 : His Bitter Pill de Fred Fishback
- 1916 : His Bread and Butter d'Edward F. Cline
- 1916 : His Busted Trust d'Edward F. Cline
- 1916 : His First False Step de Harry Williams et William Campbell
- 1916 : His Hereafter de F. Richard Jones
- 1916 : His Last Laugh de Walter Wright
- 1916 : His Last Scent de Charles Avery
- 1916 : His Lying Heart de Ford Sterling et Charles Avery
- 1916 : His Pride and Shame de Ford Sterling et Charley Chase
- 1916 : Fatty pipelet (en) (His Wife's Mistake) de Roscoe Arbuckle
- 1916 : His Wild Oats de Ford Sterling et Clarence G. Badger
- 1916 : The Judge de F. Richard Jones
- 1916 : The Lion and the Girl de Glen Cavender
- 1916 : The Love Comet de Walter Wright
- 1916 : Love Will Conquer de Edwin A. Frazee
- 1916 : Madcap Ambrose de Fred Fishback
- 1916 : Maid Mad de Frank Griffin
- 1916 : Histoire de brigands (en) (The Moonshiners) de Roscoe Arbuckle
- 1916 : Fatty vagabond (The Other Man de Roscoe Arbuckle
- 1916 : Perils of the Park de Dell Henderson
- 1916 : Pills of Peril de F. Richard Jones
- 1916 : She Loved a Sailor de Victor Heerman
- 1916 : The Snow Cure d'Arvid E. Gillstrom
- 1916 : Plaisirs d'été (Sunshine) d'Edward F. Cline
- 1916 : The Surf Girl de Harry Edwards
- 1916 : Vampire Ambrose de Fred Fishback
- 1916 : The Village Blacksmith de Hank Mann
- 1916 : The Village Vampire d'Edwin A. Frazee
- 1916 : The Waiters' Ball (en) de Fatty Arbuckle
- 1916 : Wife and Auto Trouble de Dell Henderson
- 1916 : Wings and Wheels de Walter Wright
- 1916 : The Winning Punch de Edward F. Cline
- 1916 : The Worst of Friends de Jean C. Havez et Frank Griffin

## 1917
- 1917 : A Bachelor's Finish de Jack Dillon
- 1917 : A Berth Scandal de Jack Dillon
- 1917 : A Birthday Blunder de Robert P. Kerr
- 1917 : A Clever Dummy de Robert P. Kerr, Ferris Hartman et Herman C. Raymaker
- 1917 : A Counterfeit Scent de Reggie Morris
- 1917 : A Dark Room Secret d'Henry Kernan
- 1917 : A Discordant Note de Charles Avery
- 1917 : A Dishonest Burglar de Jack Dillon
- 1917 : A Dog Catcher's Love d'Edward F. Cline
- 1917 : A Dog's Own Tale de Herman C. Raymaker
- 1917 : A Fallen Star de Harry McCoy
- 1917 : A Film Exposure de Harry McCoy
- 1917 : A Finished Product de Reggie Morris
- 1917 : A Hotel Disgrace de Jack Dillon
- 1917 : A Janitor's Vengeance de Charles Avery
- 1917 : A Laundry Clean-Up de Ferris Hartman
- 1917 : A Love Case de Henry Kernan
- 1917 : A Maiden's Trust de Victor Heerman et Harry Williams
- 1917 : A Male Governess de Jack Dillon
- 1917 : A Matrimonial Accident de Charles Avery
- 1917 : A Modern Sherlock
- 1917 : A Noble Fraud de Harry Williams
- 1917 : A Prairie Heiress
- 1917 : A Royal Rogue de Ferris Hartman et Robert P. Kerr
- 1917 : A Sanitorium Scandal de William Beaudine
- 1917 : A Self-Made Hero de Ferris Hartman
- 1917 : A Shanghaied Jonah de William Campbell
- 1917 : A Toy of Fate de Harry McCoy
- 1917 : A Tuner of Note de Harry McCoy
- 1917 : A Winning Loser de Ferris Hartman
- 1917 : Afraid to Be False de Herman C. Raymaker
- 1917 : Aired in Court de Jack Dillon
- 1917 : All at Sea
- 1917 : An Ice Man's Bride
- 1917 : An Innocent Villain de Harry Williams
- 1917 : An Officer's Miss
- 1917 : The Betrayal of Maggie de Frank Griffin
- 1917 : The Bookworm Turns de Charles Avery
- 1917 : Cactus Nell de Fred Fishback
- 1917 : The Camera Cure de Herman C. Raymaker
- 1917 : Caught in the End de Charles Avery
- 1917 : Dad's Downfall de Herman C. Raymaker
- 1917 : Dangers of a Bride de Ferris Hartman, Clarence G. Badger et Robert P. Kerr
- 1917 : Dodging His Doom de Harry Williams
- 1917 : Done in Oil de Charles Avery
- 1917 : False to the Finish de Reggie Morris
- 1917 : The Girl and the Ring de Charles Avery
- 1917 : The Grab Bag Bride de Ferris Hartman
- 1917 : The Grave Undertaking de Herman C. Raymaker
- 1917 : Half and Half de Reggie Morris
- 1917 : Heart Strategy de J. Farrell MacDonald
- 1917 : Her Birthday Knight de Charles Avery
- 1917 : Her Candy Kid de Charles Avery
- 1917 : Her Circus Knight de Walter Wright
- 1917 : Her Donkey Love de Charles Avery
- 1917 : Her Fame and Shame de Frank Griffin
- 1917 : Her Fickle Fortune de Henry Kernan
- 1917 : Her Finishing Touch de Jack Dillon
- 1917 : Her Nature Dance de William Campbell
- 1917 : Her Torpedoed Love de Frank Griffin
- 1917 : His Baby Doll de Harry Williams
- 1917 : His Bad Policy
- 1917 : His Bitter Fate de Harry Williams
- 1917 : His Busy Day
- 1917 : His Cool Nerve de Harry McCoy
- 1917 : His Criminal Career de Ferris Hartman
- 1917 : His Deadly Undertaking de Harry McCoy
- 1917 : His Double Flivver de Henry Kernan
- 1917 : His Fatal Move de Reggie Morris
- 1917 : His Foot-Hill Folly de Reggie Morris
- 1917 : His Hidden Talent de Reggie Morris
- 1917 : His Marriage Failure de Herman C. Raymaker
- 1917 : His Naughty Thought de Fred Fishback
- 1917 : His One-Night Stand de Harry McCoy
- 1917 : His Parlor Zoo de Harry McCoy
- 1917 : His Perfect Day de Harry McCoy
- 1917 : His Precious Life de Herman C. Raymaker
- 1917 : His Rise and Tumble de Harry McCoy
- 1917 : His Saving Grace de Harry McCoy
- 1917 : His Social Rise de Reggie Morris
- 1917 : His Speedy Finish de Reggie Morris
- 1917 : His Sudden Rival de Jack Dillon
- 1917 : His Thankless Job de Reggie Morris
- 1917 : His Uncle Dudley de F. Richard Jones
- 1917 : His Unconscious Conscience de Charles Avery
- 1917 : His Widow's Might de Henry Kernan
- 1917 : Hobbled Hearts de Jack Dillon
- 1917 : Honest Thieves de Harry C. Mathews
- 1917 : The House of Scandal de Charles Avery
- 1917 : Hula Hula Land de William Campbell
- 1917 : In Wrong Right de Reggie Morris
- 1917 : Innocent Sinners de Herman C. Raymaker
- 1917 : The Late Lamented de Harry Williams
- 1917 : Lost: A Cook de Fred Fishback
- 1917 : Love and Fish de Reggie Morris
- 1917 : Love Under Cover de J. Farrell MacDonald
- 1917 : Maggie's First False Step de Frank Griffin
- 1917 : The Nick of Time Baby de Clarence G. Badger
- 1917 : Oriental Love de Walter Wright
- 1917 : The Pawnbroker's Heart de Edward F. Cline
- 1917 : Perils of the Bakery de Harry McCoy
- 1917 : Petticoat Perils de Reggie Morris
- 1917 : Pinched in the Finish de Victor Heerman
- 1917 : The Pipe of Discontent de Harry C. Mathews
- 1917 : The Road Agent de Harry McCoy
- 1917 : Safety First Ambrose de Fred Fishback
- 1917 : Secrets of a Beauty Parlor Harry Williams
- 1917 : She Needed a Doctor de F. Richard Jones
- 1917 : The Ship of Doom de Wyndham Gittens
- 1917 : Skidding Hearts de Walter Wright
- 1917 : Skirt Strategy de Charles Avery
- 1917 :  Sole Mates de Herman C. Raymaker
- 1917 : Stars and Bars de Victor Heerman
- 1917 : The Stone Age de Ferris Hartman
- 1917 : The Sultan's Wife de Clarence G. Badger
- 1917 : Teddy at the Throttle de Clarence G. Badger
- 1917 : The Telephone Belle de Herman C. Raymaker
- 1917 : Their Domestic Deception de Harry Williams
- 1917 : Their Husband
- 1917 : Their Love Lesson
- 1917 : Their Straying Feet de Henry Kernan
- 1917 : Their Weak Moments de Harry McCoy
- 1917 : Thirst de Fred Fishback
- 1917 : Twin Troubles de Jack Dillon
- 1917 : Two Crooks de Victor Heerman
- 1917 : Villa of the Movies de Edward F. Cline
- 1917 : Wheels and Woe de Jack Dillon
- 1917 : When Hearts Collide de Robert P. Kerr
- 1917 : When War Means Peace de Charles Avery
- 1917 : Whose Baby? de Clarence G. Badger
- 1917 : Won by a Foot de Hugh Fay
- 1917 : Won by a Fowl de William Beaudine

## 1918
- 1918 : A Butler Bust-Up de William Beaudine
- 1918 : A Coward's Courage de Harry Williams
- 1918 : A Discord in 'A' Flat
- 1918 : A Full Dress Fizzle de William Beaudine
- 1918 : A Game Gambler de William Beaudine
- 1918 : A Lady Killer's Doom
- 1918 : A Marriage Not de Charles Avery
- 1918 : A Playwright's Wrong de Herman C. Raymaker
- 1918 : A Safe Danger de Harry Edwards
- 1918 : A Safe Disaster de Charles Avery
- 1918 : A Sea Serpent's Desire de Herman C. Raymaker
- 1918 : A Social Shock Absorber
- 1918 : A Straight Crook de Reggie Morris
- 1918 : A Tell-Tale Shirt de William Beaudine
- 1918 : Airing Their Troubles de Reggie Morris
- 1918 : Are Wives Unreasonnable? de William Beaudine ??
- 1918 : Courts and Cab Ants de  Charles Avery
- 1918 : Cupid and the Cop
- 1918 : Did She Do Wrong?
- 1918 : Dimples and Dangers
- 1918 : First Aid de Herman C. Raymaker
- 1918 : Flapjacks de William Beaudine
- 1918 : Fork Over de Charles Avery
- 1918 : His Day of Doom de Charles Avery
- 1918 : His Double Life de Harry Edwards
- 1918 : His Hidden Shame de Harry Williams
- 1918 : His Nimble Twist
- 1918 : His Nine Lives de Charles Avery
- 1918 : His Punctured Reputation
- 1918 : I Love Charles Albert
- 1918 : Isn't it Warm? de William Beaudine
- 1918 : Matrimonial Breaker
- 1918 : Mr. Briggs Closes the House de William Beaudine
- 1918 : Mr. Miller Muddles Through de William Beaudine
- 1918 : Mr. Miller's Economies de William Beaudine
- 1918 : Mud de William Beaudine
- 1918 : Newspaper Clippings de Harry Edwards
- 1918 : The Poor Fish de William Beaudine
- 1918 : She Didn't Do it de Charles Avery
- 1918 : Their Indian Uncle de Robert P. Kerr
- 1918 : Their Neighbor's Baby de Harry Edwards
- 1918 : Their Undercover Capers de Reggie Morris
- 1918 : Too Many Husbands de Charles Avery
- 1918 : Wives and Worries de William Beaudine
- 1918 : Wronged by Mistake de Reggie Morris